# Serge Blusson
Serge Blusson (7 de maio de 1928 — 14 de março de 1994) foi um ciclista francês que representou França nos Jogos Olímpicos de Verão de 1948 em Londres, onde conquistou a medalha de ouro na perseguição por equipes de 4 km, juntamente com Pierre Adam, Charles Coste e Fernand Decanali. Blusson terminou em quinto lugar no Paris-Roubaix 1954.